# グリーン物流
グリーン物流（ぐりーんぶつりゅう）とは、環境に配慮した物流のこと。エコ物流とも。直接的には物流に係るCO2排出削減の他、広くは物流に係るゴミ排出を考えた物流も含む。
CO2排出を減らすため、トラックや貨物機による輸送を貨物列車・貨物船に切り替える「モーダルシフト」、アイドリングストップを含むエコドライブ、天然ガス車などの低公害車の普及などが行われている。また、走行距離そのものを削減するために、ミルクランなど輸送ネットワーク・サプライチェーンの効率化の取り組みも行われている。さらに、ケースの小型化・多段積みなど積載率を向上させて単位あたりの効率を上げる試みも行われている。

## 背景
2005年に物流総合効率化法が施行され、物流施設の立地制限緩和や税軽減措置が新設された。2006年の省エネ法改正で、年間輸送量が3000万tkm以上の特定荷主とトラック200台以上・鉄道300両以上などの輸送能力を持つ特定輸送事業者に対し、省エネルギー計画の作成・提出、エネルギー消費量の報告、年1%以上のエネルギー消費原単位向上が義務づけられたことが契機となり、物流の効率化およびグリーン化が進んだ。

## 課題
- 国鉄民営化に伴い在来線が縮小し、モーダルシフトとは逆の動きが進行しており、在来線の高速化などより道路や空港などの整備の方が依然進み、予算もついている。
- 個々の商品価格に占める物流費が開示されておらず、市場メカニズムが働きにくい。
- 物流に係る廃棄物の問題は規制の対象外であり、対策が遅れている。（梱包材・荷崩れ防止材など）